# Опосум південний
Опосум південний (Didelphis albiventris) — вид сумчастих ссавців із родини опосумових (Didelphidae).

## Морфологічна характеристика
Відносно кремезний на вигляд і важить від 500 до 2750 грамів. У більшості особин шерсть переважно складається з сірого хутра з рідкими білими волосками. Проте рідкісна темніша фаза також спостерігається приблизно у 12% осіб. Волосини мають різну довжину; це може призвести до кудлатого вигляду. Череп трикутний; шерсть на обличчі має пильно-білуватий відтінок, між вухами темно-сіра смуга. Темнота смуги на обличчі залежить від місця географії проживання; у тих, що живуть південніше смуга світліша й південні популяції частіше також мають чорні плями на вухах. Вуха білі, навколо очей чорна шерсть, а загострена мордочка з рожевим носом. чіпкі хвости в основному безволосі та лускаті, за винятком хутра біля основи хвоста і трохи рідкого хутра по всій довжині. 

## Спосіб життя
Вид солітарний, нічний і сутінковий, наземний, але вправний дереволаз. Світлий час доби проводить у різноманітних укриттях. Вид всеїдний. В основному харчуються безхребетними, однак раціон змінюється залежно від наявності їжі. У вологу пору року цей опосум їсть більше фруктів, рептилій і жуків. У посушливий період споживає більшу кількість птахів і багатоніжок. Рослинний матеріал (трава, листя, волокна) також входить у раціон. Ворогами є гривистий вовк, коти, лисиці, яструб Rupornis magnirostris, сипуха Tyto alba, анаконда жовта й удав; молодь може стати здобиччю різних змій і віргінських пугачів.
Цей опосум є важливими розповсюджувачами насіння для різноманітних рослин (зокрема з родин Solanaceae, Passifloraceae, Moraceae, Rosaceae, Piperaceae, Cucurbitaceae, Arecaceae, Poaceae, Myrtaceae, Rutaceae, Melastomataceae, Erythroxylaceae) у Південній Америці. Насіння проходить через травний тракт неушкодженим, особливо дрібне насіння. Завдяки цьому й схильності жити в зміненому середовищі опосум може сприяти відновленню лісів.

## Поширення
Країни проживання: Аргентина, Болівія, Бразилія, Парагвай, Уругвай.
Населяє відкриті та листопадні типи лісів. Мешкає в різноманітних місцях проживання, на рівнинах, болотах, луках і дощових лісах на великих висотах і в субтропічних широтах, на порушених ділянках.

## Загрози й охорона
Немає відомих загроз для цього виду. Цей вид зустрічається в ряді заповідних територій.